# Tomographie

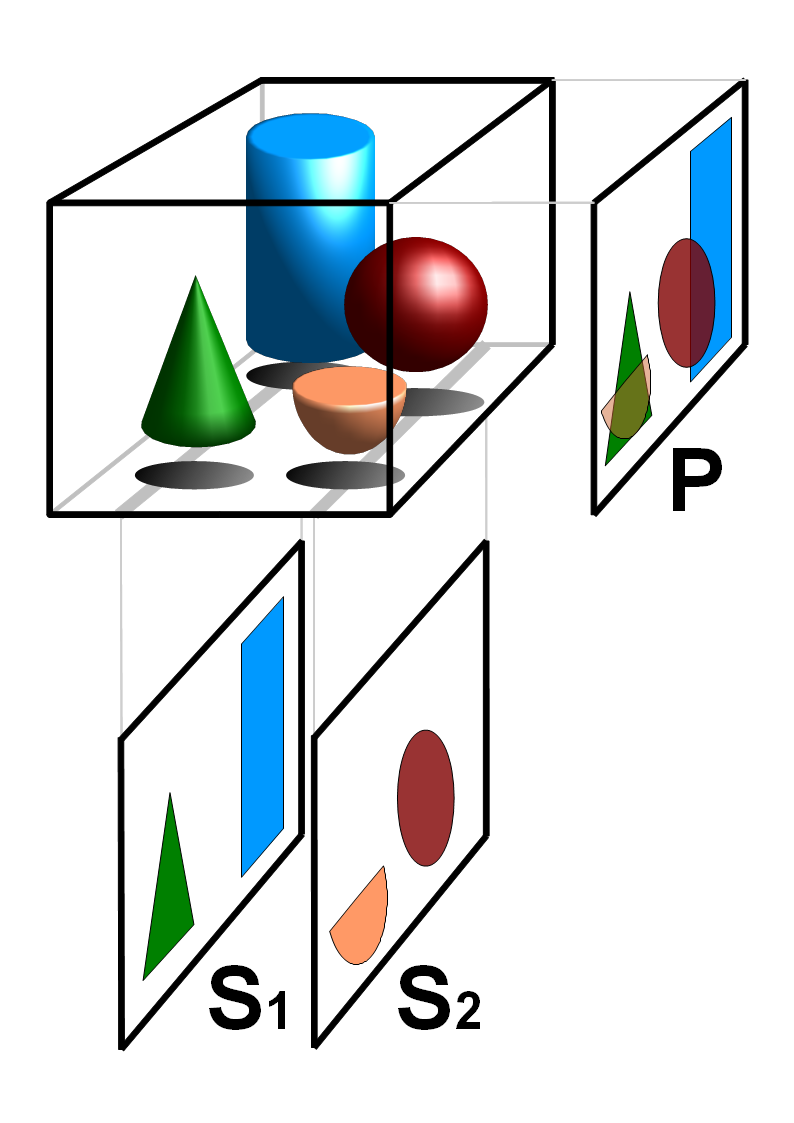
Principe de base de la tomographie par projections : les coupes tomographiques transversales S1 et S2 sont superposées et comparées à l’image projetée P.

La tomographie est une technique d’imagerie, très utilisée dans l’imagerie médicale, ainsi qu’en géophysique, en astrophysique et en mécanique des matériaux.
Cette technique permet de reconstruire le volume d’un objet à partir d’une série de mesures effectuées depuis l’extérieur de cet objet.

## Principe
La tomographie (racine grecque tomê, coupe, et ainsi représentation en coupes) est une technique qui consiste à reconstruire le volume d’un objet (le corps humain dans le cas de l’imagerie médicale, une structure géologique dans le cas de la géophysique) à partir d’une série de mesures déportées à l’extérieur de l’objet. Ces mesures peuvent être effectuées à la surface même ou à une certaine distance. Le résultat est une reconstruction de certaines propriétés de l’intérieur de l’objet, selon le type d’information que fournissent les capteurs (capture d’une particule, pression acoustique, atténuation d’un faisceau lumineux, différence de vitesse ou de polarisation d’ondes sismique…).

L’IRM, par exemple, peut fournir des données anatomiques qui, bien que similaires à ce que l’on obtiendrait en découpant l’objet en fines lamelles et en photographiant ces lamelles, sont en fait une cartographie due à la relaxation (retour à l’état d’équilibre) différentielle des spins de l’atome d’hydrogène dans l’eau - constituant principal des tissus organiques.
La tomographie, d’un point de vue mathématique, se décompose en deux étapes.
Tout d’abord elle nécessite l'élaboration d'un modèle direct, décrivant suffisamment fidèlement les phénomènes physiques tels qu'ils sont mesurés.
Ensuite, on détermine le problème inverse lié au modèle direct ou reconstruction servant à retrouver la distribution tridimensionnelle en se fondant sur le modèle direct.
Un exemple simple serait un dérivé du carré magique, où l’on dispose dans un carré trois lignes de trois chiffres, avec la seule condition que les chiffres de 1 à 9 n’apparaissent qu’une fois. Le modèle direct consisterait à calculer la somme de chaque ligne et de chaque colonne d’un carré déjà rempli. Le modèle inverse consiste, connaissant les sommes, à remplir le carré.
Les algorithmes de reconstruction peuvent être très variés mais on les classe souvent en deux catégories :
- les algorithmes analytiques, basés sur une représentation continue du problème par formule mathématique (par exemple la transformée de Radon) ; souvent simples et rapides, ils ne prennent généralement pas en compte la nature statistique de la mesure (bruit) ;
- les algorithmes algébriques, basés sur une représentation discrète (matricielle) du problème ; souvent plus élaborés, ils permettent l'utilisation d'un modèle direct obtenu par simulation numérique et utilisent une modélisation statistique de la mesure (modèle direct) pour inverser le problème grâce à des méthodes probabilistes (à partir de critères tels que le maximum de vraisemblance ou le maximum a posteriori et selon des méthodes itératives telles que l'algorithme espérance-maximisation).

La tomographie est appliquée dans les domaines de la médecine, des géosciences, de la thermique…

## Applications
La tomographie peut être utilisée dans de nombreux domaines. Dans le domaine de la santé, avec l'imagerie médicale, ou en biologie. En microscopie, la tomographie permet par exemple de mieux comprendre comment fonctionne le « moteur biologique » flagellaire qui permet aux bactéries motiles de se déplacer rapidement dans les liquides ou fluides visqueux (c'est le cas des bactéries hélicoïdales spirochètes). Par ailleurs, le Pr Rubén Fernández-Busnadiego et son équipe ont réussi à reconstruire le modèle d’une synapse en fonctionnement, le tout en 3D.
En dehors du domaine de la santé, la tomographie est utilisée en paléontologie et en archéologie. Appliquée à la paléoanthropologie, la tomodensitométrie permet d’étudier les structures internes des hominidés fossiles et de compenser les altérations subies au cours de la fossilisation (fossile d’homo erectus de Yunxian en Chine).
La tomographie a de nombreuses applications en contrôle qualité dans l'industrie comme la détection de défauts (porosités, inclusions, fissures), l'optimisation de la conception et le contrôle non-destructif.
Enfin, cette technique est aussi utilisée en géophysique, prospection pétrolière, physique et science des matériaux ainsi que pour le contrôle de production de pièces et le contrôle de bagages.

## Techniques
Les principales techniques tomographiques sont :
- la tomographie axiale calculée aux rayons X (scanner ou CT ou tomographie, dont un cas particulier est le Cone beam, qui utilise un faisceau cônique et peut permettre une reconstitution 3D de la partie du corps observée) ;
- la tomographie en cohérence optique (OCT) ;
- la tomographie par découpage optique (OST) ;
- la tomographie par émission de positon (TEP) ;
- la tomographie par émission monophotonique (SPECT, pour single photon emission computed tomography) ;
- la tomographie optique diffuse (TOD) ;
- le microscope à effet de champ est parfois appelé sonde tomographique atomique ;
- la tomographie électronique (en) et la cryotomographie électronique permettent d’obtenir une représentation tridimensionnelle d’un objet à la résolution de quelques nanomètres (milliardième de mètre) à l’aide d’un microscope électronique en transmission spécialement équipé ;
- la tomographie par pression acoustique, utilisée pour visualiser l'intégrité structurelle d'un objet solide ;
- la tomographie sismique, qui permet d’imager des structures géologiques grâce à des séismes ;
- la tomographie électrique[6] ou « tomographie de la résistivité électrique » (ERT)[7] ;
- l’imagerie Zeeman-Doppler, utilisée en astrophysique pour cartographier le champ magnétique de surface des étoiles ;
- la tomographie neutronique (en) (radiographie neutronique, NR, Nray, N-ray) ;
- la tomographie muonique ;
- la tomographie micro-ondes ;
- le scanner spectral ;
- la tomographie Doppler ;
- la tomographie de Roche.

## Pionniers
- Keiiti Aki (1930-2005), sismologue japonais
- Jean Porcher et Raymond Sans co-inventeurs français du procédé à l'origine du Polytome Massiot améliorant la précision au millimètre de la tomographie appliquée à l'imagerie médicale[8]